# Scleropactes pilosus
Scleropactes pilosus is een pissebed uit de familie Scleropactidae. De wetenschappelijke naam van de soort is voor het eerst geldig gepubliceerd in 1968 door Albert Vandel.